# دیوید فادرن
دیوید فادرن (انگلیسی: David Faderne؛ زادهٔ ۱۵ ژانویهٔ ۱۹۷۰) بازیکن فوتبال اهل فرانسه است.
از باشگاه‌هایی که در آن بازی کرده‌است می‌توان به باشگاه فوتبال آژاکسیو، باشگاه فوتبال باستیا، باشگاه ورزشی آمیان، و باشگاه فوتبال کان اشاره کرد.